# یون هیون سو
یون هیون سو (کره‌ای: 윤현수؛ زادهٔ ۱۷ مارس ۱۹۹۹) بازیگر اهل کره جنوبی است. او به خاطر ایفای نقش در مجموعه‌های تلویزیونی یک روز خوب برای سگ بودن و بازرس ارشد ۱۹۵۸ شناخته می‌شود.

## فیلم‌شناسی

### فیلم
| سال  | عنوان      | نقش       | منابع |
| ---- | ---------- | --------- | ----- |
| ۲۰۲۳ | بازنده قوی | کوانگ شیک | [ ۳ ] |

### مجموعه تلویزیونی
| سال  | عنوان                   | نقش           | توضیحات   | منابع       |
| ---- | ----------------------- | ------------- | --------- | ----------- |
| ۲۰۲۱ | پسران راکتی             | پارک چان      |           | [ ۴ ]       |
| ۲۰۲۲ | پاشنه بلند              | چوی جونگ هیون |           | [ ۵ ]       |
| ۲۰۲۲ | قانون‌شکنی نوجوانان      | گونگ یون جه   | فصل ۱ و ۲ | [ ۶ ]       |
| ۲۰۲۲ | فصل‌های شکوفه            | چوی جین یونگ  |           | [ ۷ ]       |
| ۲۰۲۳ | یک روز خوب برای سگ بودن | چوی یول       |           | [ ۱ ]       |
| ۲۰۲۴ | بازرس ارشد ۱۹۵۸         | سو هو جونگ    |           | [ ۸ ] [ ۲ ] |
| ۲۰۲۴ | رانینگ میت              | نو سه هون     |           | [ ۹ ]       |